# Guillaume de Grandchamp de Grantrie
Guillaume de Grandchamp de Grantrie fue embajador de Francia en el Imperio Otomano de 1566 a 1571.

## Semblanza
A partir de 1566, Grandchamp de Grantrie propuso en particular a la corte otomana un plan, ideado por Carlos IX de Francia y Catalina de Médici, para asentar hugonotes franceses y luteranos franceses y alemanes en Moldavia, con el fin de crear una colonia militar y un amortiguador contra los Habsburgo. Este plan también tenía la ventaja adicional de sacar a los hugonotes de Francia, un problema importante en ese entonces debido a las guerras de religión francesas. Se ofreció a convertirse en el Voyvoda de Moldavia, que pagaría un tributo de 20 000 ducados a los otomanos.
En 1569, durante el mandato de Grandchamp, los otomanos se apoderaron de barcos franceses y extranjeros bajo bandera francesa para recuperar una deuda estimada en 150 000 ducados que Carlos IX tenía con el prestamista otomano José Nasi. Después de las protestas, solo se conservaron los barcos y mercancías franceses, por un total de unos 42 000 ducados. Los bienes fueron devueltos, al menos parcialmente, con la firma de las Capitulaciones de 1569.